# Bisdom Ciudad Guzmán
Het bisdom Ciudad Guzmán (Latijn: Dioecesis Guzmanopolitana) is een rooms-katholiek bisdom met als zetel Ciudad Guzmán, in Mexico. Het bisdom is suffragaan aan het aartsbisdom Guadalajara. 

## Geschiedenis
Het bisdom werd opgericht op 25 maart 1972, uit delen van het aartsbisdom Guadalajara en het bisdom Colima.

## Parochies
Het bisdom had in 2021 een oppervlakte van 9.345 km2 en telde 421.954 inwoners waarvan 95,0% rooms-katholiek was.

## Bisschoppen
- Leonardo Viera Contreras (25 maart 1972 - 7 juli 1977)
- Serafín Vásquez Elizalde (2 december 1977 - 11 december 1999)
- Braulio Rafael León Villegas (11 december 1999 - 25 september 2017)
- Óscar Armando Campos Contreras (25 september 2017  - heden)

Guadalajara (aartsbisdom) · Aguascalientes · Autlán · Ciudad Guzmán · Colima · Jesús María (territoriale prelatuur) · San Juan de los Lagos · Tepic